# Arman

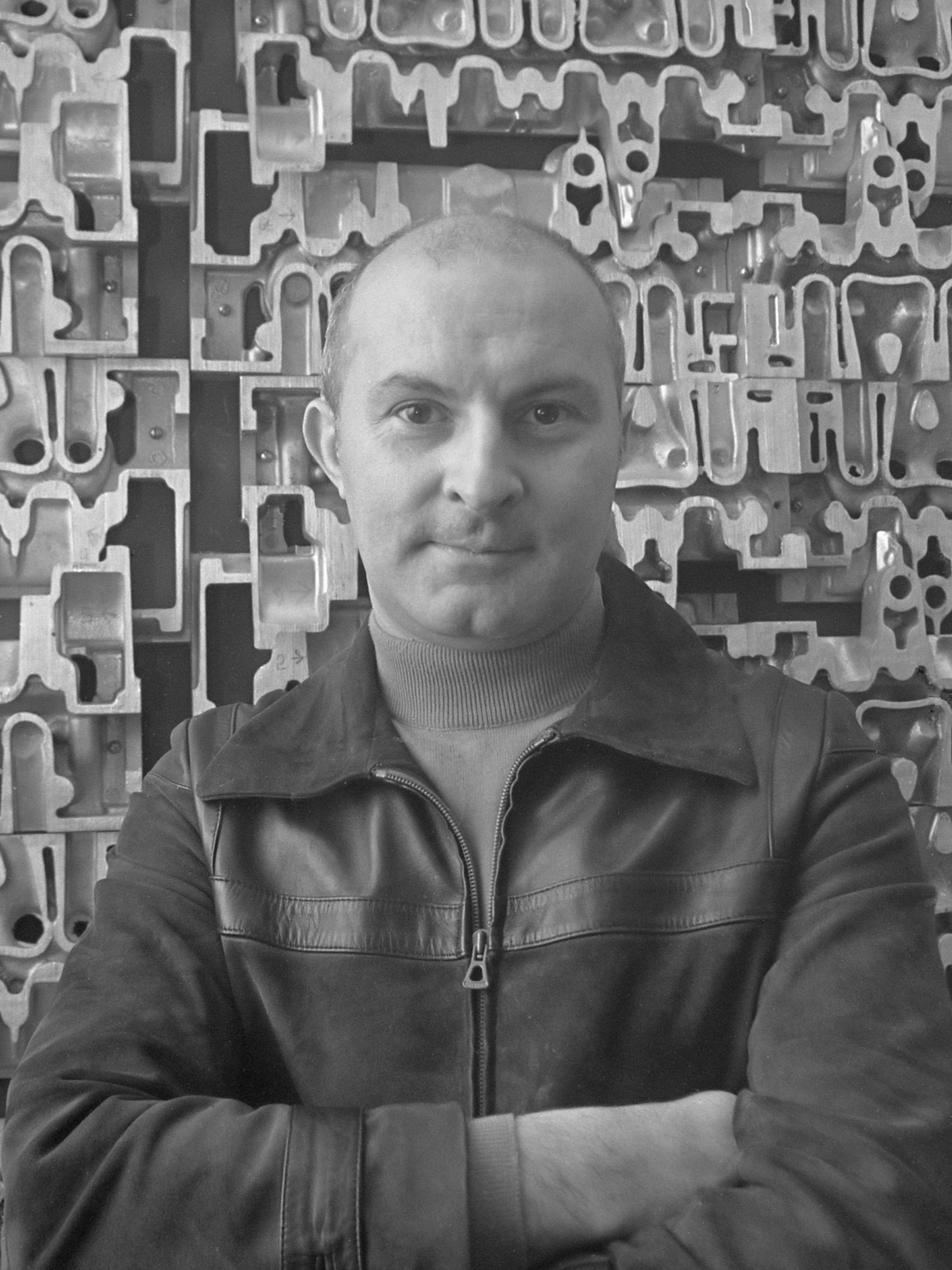
Arman (1969)

Arman, eigentlich Armand Pierre Fernandez (* 17. November 1928 in Nizza; † 22. Oktober 2005 in New York) war ein französisch-US-amerikanischer Objektkünstler und Mitbegründer des Nouveau Réalisme. Von einem Druckfehler auf den Einladungskarten zu einer Ausstellung in der Galerie Iris Clert angeregt, nahm er 1958 den Künstlernamen Arman (ohne das abschließende ‚d‘) an. Arman besaß seit 1972 die amerikanische Staatsbürgerschaft und lebte in Frankreich und den USA.

## Leben und Werk
Arman war einziges Kind seines Vaters Antonio, Antiquitätenhändler und Sohn einer reichen spanischen Familie aus Algerien. Er besuchte das „Lycée du Parc impérial“ in Nizza, wo er seine Schulausbildung im Jahr 1946 mit dem Baccalauréat (Schwerpunkte Philosophie und Mathematik) abschloss. Im gleichen Jahr folgte bis 1949 ein Studium an der „École Nationale des Arts Décoratifs“ in Nizza.
In einem Judoklub begegnet er 1947 Yves Klein. Wie dieser setzte er sich in den Jahren 1947/53 mit dem Buddhismus und dem Geheimbund der Rosenkreuzer auseinander, und auch mit der Astrologie und der Lehre Georges I. Gurdjieffs. Während einer gemeinsam mit Klein und Claude Pascal unternommenen Europareise im Jahre 1947 beschloss er, unter seinem Vornamen Armand berühmt zu werden. Im Jahr 1949 begann er, mit dem Ziel Auktionator zu werden, an der École du Louvre in Paris ein zweijähriges Studium der Archäologie und orientalischen Kunst. Gleichzeitig widmete er sich der Malerei und schuf vom Surrealismus geprägte Gemälde, jedoch sollte die Begegnung mit dem Kunstkritiker Pierre Restany im Jahre 1951 in den folgenden Jahren einen entscheidenden Einfluss auf seinen weiteren künstlerischen Werdegang nehmen.
1952 absolvierte Arman seinen Militärdienst im Indochinakrieg, heiratete 1953 Eliane Radigue, die er zwei Jahre zuvor kennengelernt hatte, und kehrte mit ihr nach Nizza zurück. Vielseitig interessiert, setzte er sich sowohl mit der afrikanischen Kunst als auch mit den Werken von Serge Poliakoff und Nicolas de Staël auseinander, während der Stil seiner Gemälde sich zur Abstraktion wandelte. 1954 sah der Künstler Arbeiten von Jackson Pollock, die auf die Bildgestaltung einwirkten, wie etwa die Anwendung des „All-over“-Prinzips. Schließlich inspirierte ihn der Besuch einer Ausstellung mit Werken von Kurt Schwitters in der Pariser Galerie von Heinz Berggruen zu seinen ersten Cachets (1955) oder Stempelbildern. Diese zeigte er gemeinsam mit Gemälden in seiner ersten Ausstellung, die 1956 in der Pariser Galerie du Haut-Pavé stattfand. Es folgten 1957 Reisen durch die Türkei und Afghanistan, 1958 durch den Iran. Im gleichen Jahr nahm er den Namen Arman an.
1959 gab Arman die Malerei – der er sich erst 1988 wieder zuwenden sollte – auf und experimentierte mit seinen ersten allures d’objets (Abdrucken eingefärbter Gegenstände auf Leinwand und Papier) und mit den Inhalten von Mülltonnen und Papierkörben, aus denen ab 1959 die ersten Poubelles genannten Werke entstanden. Die Anhäufungen von identischen Gegenständen nannte er Akkumulationen.
Am 23. Oktober 1960 kam der Künstler schlagartig durch den anlässlich seiner Ausstellung Le Plein in der Galerie Iris Clert hervorgerufenen Skandal zu Ruhm. Diesem Ereignis vorangegangen war im Jahr 1958 eine nicht minder aufsehenerregende, Le Vide betitelte Ausstellung von Yves Klein. Dieser hatte die Galerie ausräumen lassen, die Wände weiß gestrichen und den leeren Raum mit einem bläulichen Licht ausgeleuchtet. Darauf reagierte Arman in seiner Ausstellung von 1960, indem er die Galerie randvoll mit Unrat anfüllen ließ.
Eines der bedeutendsten Ereignisse in Armans Laufbahn war wenige Tage später, am 27. Oktober 1960 in Yves Kleins Pariser Wohnung, die Gründung der Bewegung Les Nouveaux Réalistes durch Pierre Restany. Neben Arman und Yves Klein waren an der Gründung Daniel Spoerri, Jacques de la Villeglé, Raymond Hains, François Dufrêne, Martial Raysse und Jean Tinguely beteiligt. Er machte Bekanntschaft mit den amerikanischen Künstlern Jasper Johns, Robert Rauschenberg und Larry Rivers in Paris. Darüber hinaus gab es, über Kleins Schwager Günther Uecker, Kontakte zur Düsseldorfer Künstlergruppe ZERO.

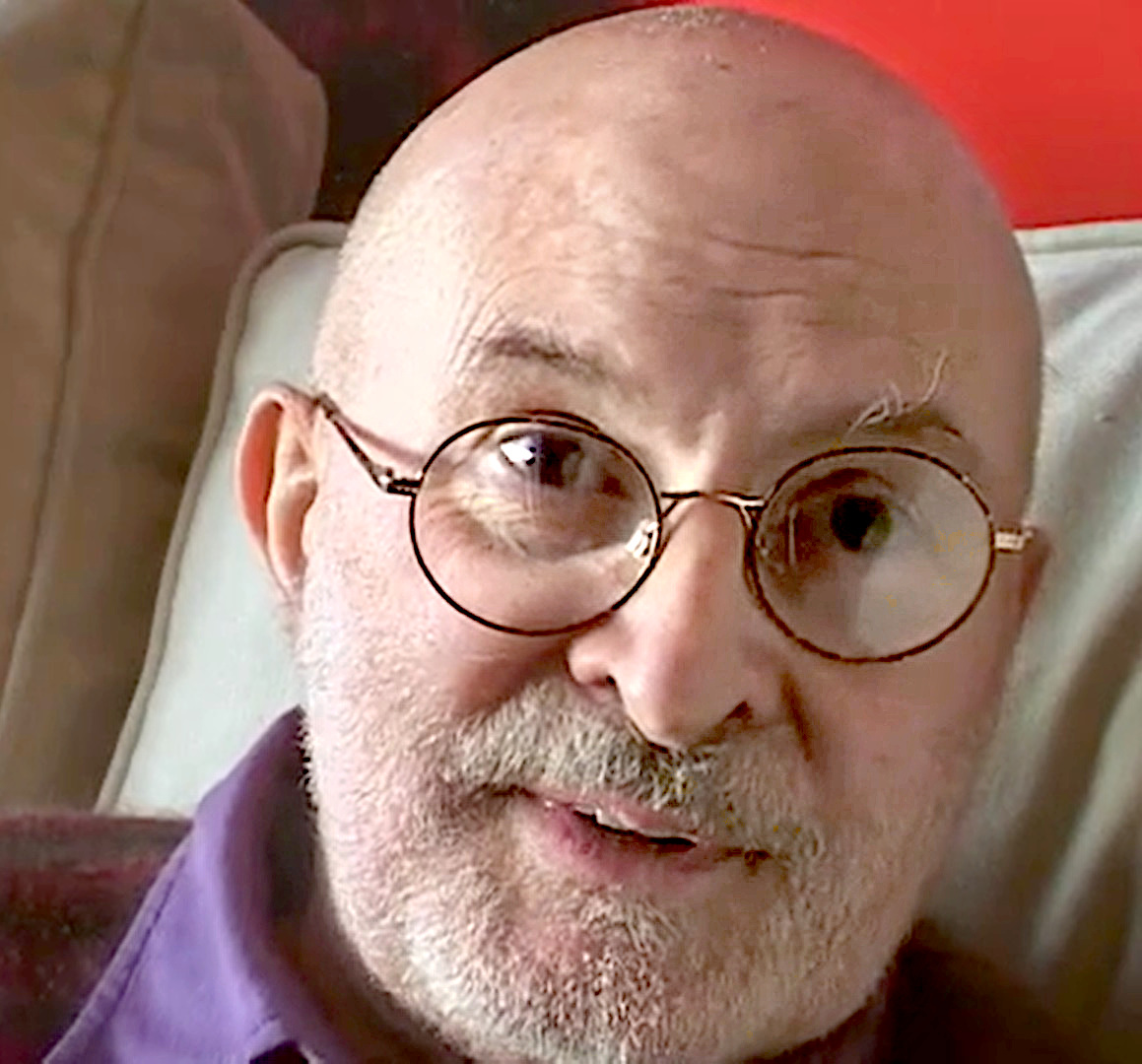
Arman, circa 2003

1961 realisierte Arman die ersten colères (‚Wutanfälle‘), Aktionen, bei denen Gegenstände wie Violinen oder Kontrabässe zertrümmert wurden. Er machte Bekanntschaft mit Marcel Duchamp. 1963 erweiterte er das Konzept der colères, wobei er beginnt, Gegenstände zu zerschneiden (coupes) und mit Dynamit in die Luft zu sprengen (combustions) und die Reste auszustellen. Seit 1964 entstanden die inclusions, in Polyester eingegossene Akkumulationen, ab 1970 „unsichtbar“, weil in Beton eingegossene Gegenstände. 1966 entstanden erste Anhäufungen von Farbtuben in Plexiglas. Teilnahme an der Weltausstellung in Montréal im Jahre 1967 mit Akkumulationen von Autoteilen.
In seiner Aktion Slicing in der Reese Palley Gallery in New York im Jahre 1970 wurden von Besuchern mitgebrachte Gegenstände von Arman zerschnitten oder zersägt und zugunsten des Verteidigungsfonds der Black Panther verkauft. 1971 entstand eine Serie der organischen poubelles in Polyester. Durch das Gießen in Polyester ist eine Vorauswahl hinsichtlich der Haltbarkeit nicht mehr notwendig, was bei den frühen Poubelles in Plexiglas noch erforderlich war. 1975 beim Happening Conscious Vandalism in der New Yorker John Gibbson Gallery im Jahre wurden von Arman eine von ihm und Corice eigens zu diesem Zweck eingerichtete amerikanische Mittelstandswohnung zertrümmert. Im selben Jahr machte er eine Reise nach Ägypten. 1978 realisierte er großformatige Skulpturen in Dijon und Dearborn. Im darauffolgenden Jahr unternahm er eine Reise u. a. zu archäologischen Stätten in die Volksrepublik China und hielt sich in Moskau auf.
1982 wurde die Arbeit Long Term Parking eingeweiht, einer 18 Meter hohen Installation aus 1600 Tonnen Beton mit 59 eingeschlossenen PKWs im Schlosspark von Montcel in Jouy-en-Josas. 1985 entstand ein Bühnenbild für Maurice Ravels musikalisches Lustspiel L’heure espagnole, das in der Komischen Oper in Paris aufgeführt wurde. Neben anderen großformatigen Projekten im öffentlichen Raum entstand 1987 Ascent of the Blues, eine 12 Meter hohe Doppelspirale aus Klavieren, Gitarren und Banjos in Memphis.
Arman wandte sich 1988 erneut der Malerei zu. Eine Serie von 13 Gemälden, die die Pariser Galerie Beaubourg im Centre Georges Pompidou ausstellte, wurde zur Illustration zu Arthur Rimbauds Lettre du Voyant verwendet. Indem er die Pinsel, deren Spur er in breiten, gestischen Schwüngen über die Leinwände zog, am Ende ihrer Bahnen auf den Bildträgern befestigte, verband Arman Prinzipien des abstrakten Expressionismus mit denen der Nouveaux Réalistes. Im Musée des Beaux-Arts in Nîmes überzog Arman in vier Tagen vier Wände einer 80 m² großen Halle mit Farbe und insgesamt 2400 Pinseln.
Arman präsentierte 1991 Porträts großer Komponisten von Johann Sebastian Bach bis Béla Bartók, wobei er sie aus jenen Musikinstrumenten zusammensetzte, die für die jeweilige Musik des betreffenden porträtierten Komponisten charakteristisch war.
1995 entstand in Beirut das 32 Meter hohe Monument Hope for Peace aus 83 in Beton gegossenen Panzern und Militärfahrzeugen.
Armand Pierre Fernandez starb im Jahr 2005 im Alter von 76 Jahren in New York. Begraben liegt er in Paris auf dem Friedhof Père-Lachaise. Auf seinem Grab befindet sich eine Platte mit der lakonischen Bemerkung Enfin Seul (‚Endlich allein!‘) und seiner Unterschrift.
Er war von 1953 bis 1971 in erster Ehe verheiratet mit der französischen Komponistin Eliane Radigue (* 1932), die ihm drei Kinder schenkte. Das Paar lebte seit 1970 getrennt. Nach der Scheidung heiratete Arman 1971 in Nizza Corice Canton. Aus dieser Ehe gingen zwei weitere Kinder hervor.

## Auszeichnungen
- 1966: Premio Marzotto[2]
- 1972: Ordre national du Mérite[3]
- 1984: Kommandeur des Ordre des Arts et des Lettres, der Orden wird von dem französischen Kulturminister überreicht.
- 1989: Ritter (Chevalier) der Ehrenlegion, die Auszeichnung erfolgte durch Staatspräsident François Mitterrand.

## Werk

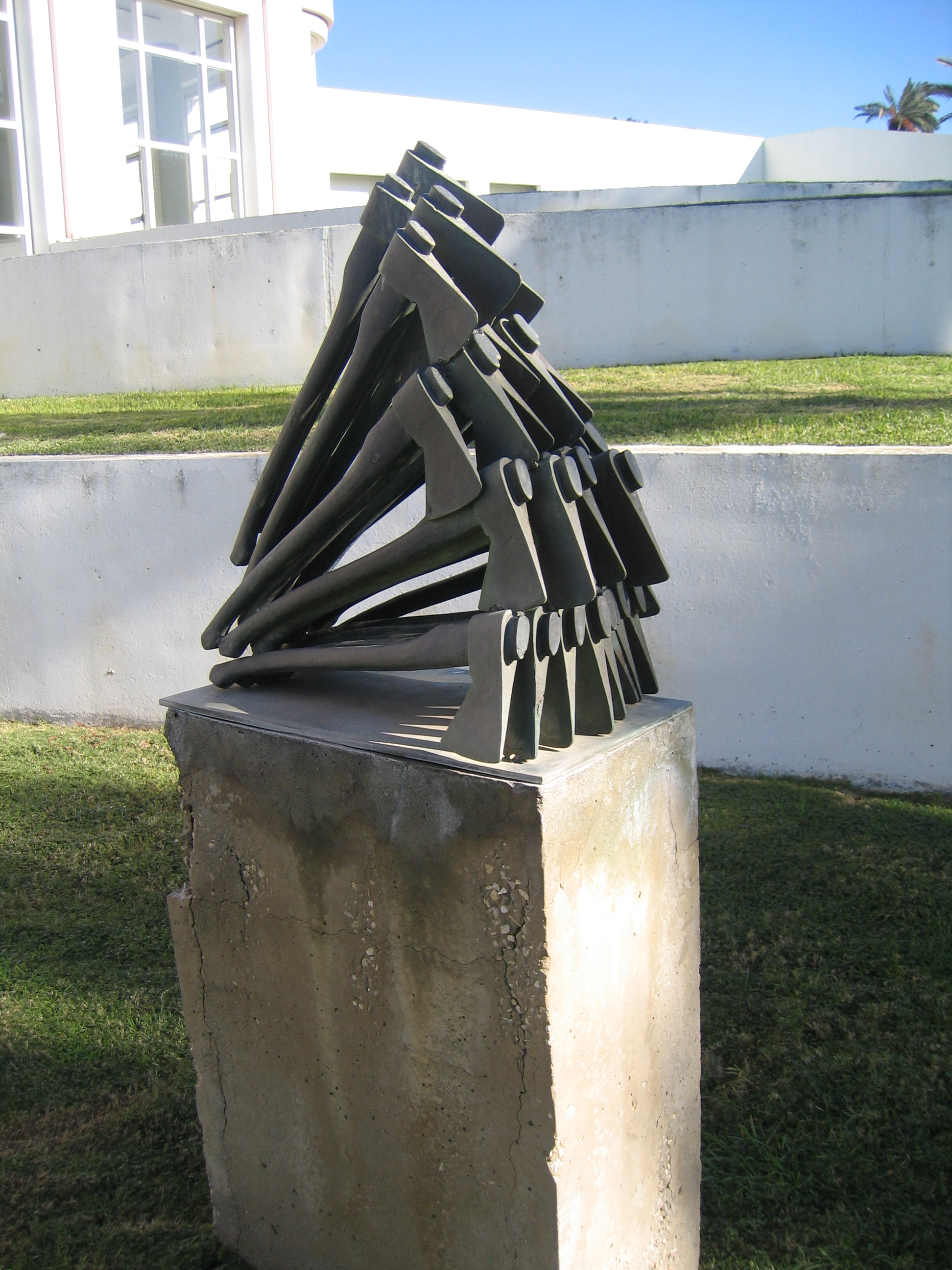
Avalanch (1990), Universität Tel Aviv, Campus

Bekannt wurde Arman durch seine Akkumulation, in denen er Gruppen von unverändert belassenen oder zerstörten Gegenständen mit gleicher Funktion anhäufte. Dabei packte Arman diese Ansammlungen in Objektkästen aus Holz oder Plexiglas, umschloss sie mit Gießharz, montierte sie auf Holzplatten, schweißte sie zusammen oder verwendete sogar Beton, wenn er große Außenskulpturen anfertigte. Er wollte damit deutlich machen, dass Gegenstände mit gleicher Funktion, vom Äußeren her keineswegs identisch sind, sondern individuelle Eigenschaften besitzen, die erst in einer Anhäufung sichtbar werden.
Eine seiner Akkumulationen, „Inclusion Kart d’art“ (2000) ist im museum FLUXUS+ (Potsdam) in der Fluxus-Dauerausstellung zu sehen.
Neben diversen Akkumulationen – u. a. "Les encrier" (1961), "Le bon caviar" (1962), – finden sich im Museum Abteiberg auch weitere Werke anderer Techniken des Künstlers.
Für Anhäufungen verschiedenartiger Gegenstände verwendete Arman bewusst andere Begriffe. Persönliche Gegenstände einer berühmten Person sammelte Arman in Robot-Portraits, und den um 1959/60 in Glaskästen gefüllten Inhalt eines Papierkorbes nennt er Poubelle. Mit ihnen stellte er auf ironische Weise den einseitigen Verbrauchscharakter der Massenprodukte in Frage.

### Werkauswahl
- 1962: Chopin’s Waterloo (186 × 300 × 48 cm), Paris, Musée National d’Art Moderne, Centre Georges Pompidou; auf einer Holztafel befestigte zertrümmerte Teile eines Pianos.
- 1967: Torso mit Handschuhen (85 × 35 cm), Köln, Museum Ludwig, Glasplastik des Oberkörpers einer Frau mit eingegossenen Handschuhen.
- 1969: Portrait of Mike (Michael Sonnabend), Sammlung Ileana Sonnabend; Plexiglaskasten mit verschiedenen Gegenständen als Attributen des Kunstmäzens.
- 1971/1974: Le cor de l’un, le cor de l’autre (90 × 60 × 12 cm), Paris, MNAM, Centre Pompidou; in einen mit Beton ausgegossenen Rahmen gedrückte zerschnittene Jagdhörner.
- 1980: Proud in Despite Of (48 × 140 × 25 cm), zersägtes Violoncello auf Bronzesockel.
- 1981: Kunstetikett für den 1981er Mouton-Rothschild; schablonenhafte Geige in ihren Fragmenten mehrschichtig auf grauem Grund mit goldener Farbe.
- 1982: Long Term Parking (19,50 × 6 × 6 m), Jouy en Josas, Fondation Cartier, Sammlung Jean Hamon; Accumulation: 59 in 1600 Tonnen Beton geparkte Kraftwagen.
- 1991: Traction avant, traction après. Bronzeskulptur 157 × 553 × 386 cm, ausgestellt 2013 in Bad Homburg, Blickachsen 9.
- 1992: Les Gourmandes (Höhe: 4,50 m), Roanne, vor dem Restaurant Les Frères Troisgros der Brüder Jean und Pierre Troisgros, 100 Gabeln aus patinaüberzogener Bronze.
- 1996: Entwurf einer Briefmarke für die französische Post.

## Ausstellungen
- 1956: Erste Ausstellung von Gemälden und Cachets in Paris (Galerie du Haut-Pavé)
- 1958: Les Olympiens, erste Einzelausstellung in Paris (Galerie Iris Clert, 3 rue des Beaux-Arts)
- 1960: Le Plein, Ausstellung in Paris (Galerie Iris Clert, 3 rue des Beaux-Arts)
- 1962: The New Realists in New York (Sidney Janis)
- 1964: Documenta III in Kassel
- 1967: Weltausstellung in Montréal
- 1968: Biennale in Venedig als Vertreter Frankreichs.
- 1968: 4. documenta in Kassel
- 1970: Aktion Slicing in der Reese Palley Gallery in New York City
- 1970: Weltausstellung in Osaka.
- 1977: Documenta 6 in Kassel
- 1980: Ausstellungen in Deutschland und Japan
- 1982: Große Retrospektive Parade der Objekte im Sprengel-Museum Hannover und im Hessischen Landesmuseum Darmstadt
- 1990: Absage der geplanten Retrospektive im neu eröffneten Musée d'Art moderne et d'Art contemporain de la Ville de Nice in Nizza, aufgrund antisemitischer Äußerungen des Bürgermeisters von Nizza
- 1998: Retrospektive in der Galerie nationale du Jeu de Paume in Paris
- 2010–11: Retrospektive im Centre Pompidou in Paris, anschließend im Museum Tinguely, Basel